# El Rancho Vegas
El Rancho Vegas fue uno de los primeros hoteles en el Strip de Las Vegas (U.S. Route 91). Estaba localizado en la dirección de 2500 Las Vegas Boulevard, en la esquina suroeste de Las Vegas Boulevard y la avenida Sahara, y abrió el 3 de abril de 1941. El hotel fue destruido por un incendio en 1960. En 1982 el antiguo hotel Thunderbird fue cambiado de nombre a "El Rancho." Debido a que dos hoteles ya usaban el mismo nombre de "El Rancho" muchas personas se confundían.

## Historia
Cuando Thomas Hull abrió el hotel El Rancho el 3 de abril de 1941, era parte de la franquicia "El Rancho", e incluía hoteles similares en las ciudades de Sacramento, California, y Bakersfield, California. El Rancho Vegas fue el primer resort en lo que pronto se convirtió en el Strip de Las Vegas. Fue diseñado por el arquitecto Wayne McAllister y ofrecía paseos a caballo, una gran piscina y espectáculos en el salón "Round Up Room" (Después cambiado al teatro "Opera House"). El resort pasó por muchos cambios y remodelaciones y diferentes dueños antes que Beldon Katleman, quien recibió una acción de propiedad a la prematura muerte de su tío, Jake Katleman, en 1950, compró las otras acciones y se convirtió en el propietario universal. Archivado el 1 de junio de 2018 en Wayback Machine.
La legendaria estríper Candy Barr era titular en El Rancho Vegas en 1959 cuando ella fue arrestada por el FBI después que apelara los cargos ante una corte en Texas por el uso de marihuana, y la sentencia a prisión, fue rechazada por la Corte Suprema de EE. UU.
Harry James y Betty Grable estaban realizando un espectáculo cuando un incendio destruyó el hotel el 17 de junio de 1960.
A pesar de los votos para reconstruir El Rancho Vegas después del fatídico incendio, los planes nunca se materializaron. En 1970, el multimillonario Howard Hughes compró 60 acres (243,000 m²) de tierra. En 1978, el resto del antiguo resort fue demolido y actualmente el solar se encuentra vacío.

## Uso del nombre de El Rancho
El Rancho fue también el nombre del antiguo resort Thunderbird, el cual adoptó el nombre en el año de 1982 hasta su clausura en 1992. Por muchos años hubo planes de desarrollar algún proyecto en los terrenos del hotel, pero muchos de los proyectos no fueron aceptados o aprobados por la ciudad. Finalmente, en el 2001, una parte del terreno vacío fue comprado por Hilton Hotels Corporation para construir una multipropiedad, que abrió en 2004.